# PA-Anlage

Beschallungsanlage bestehend aus PA und Monitoren

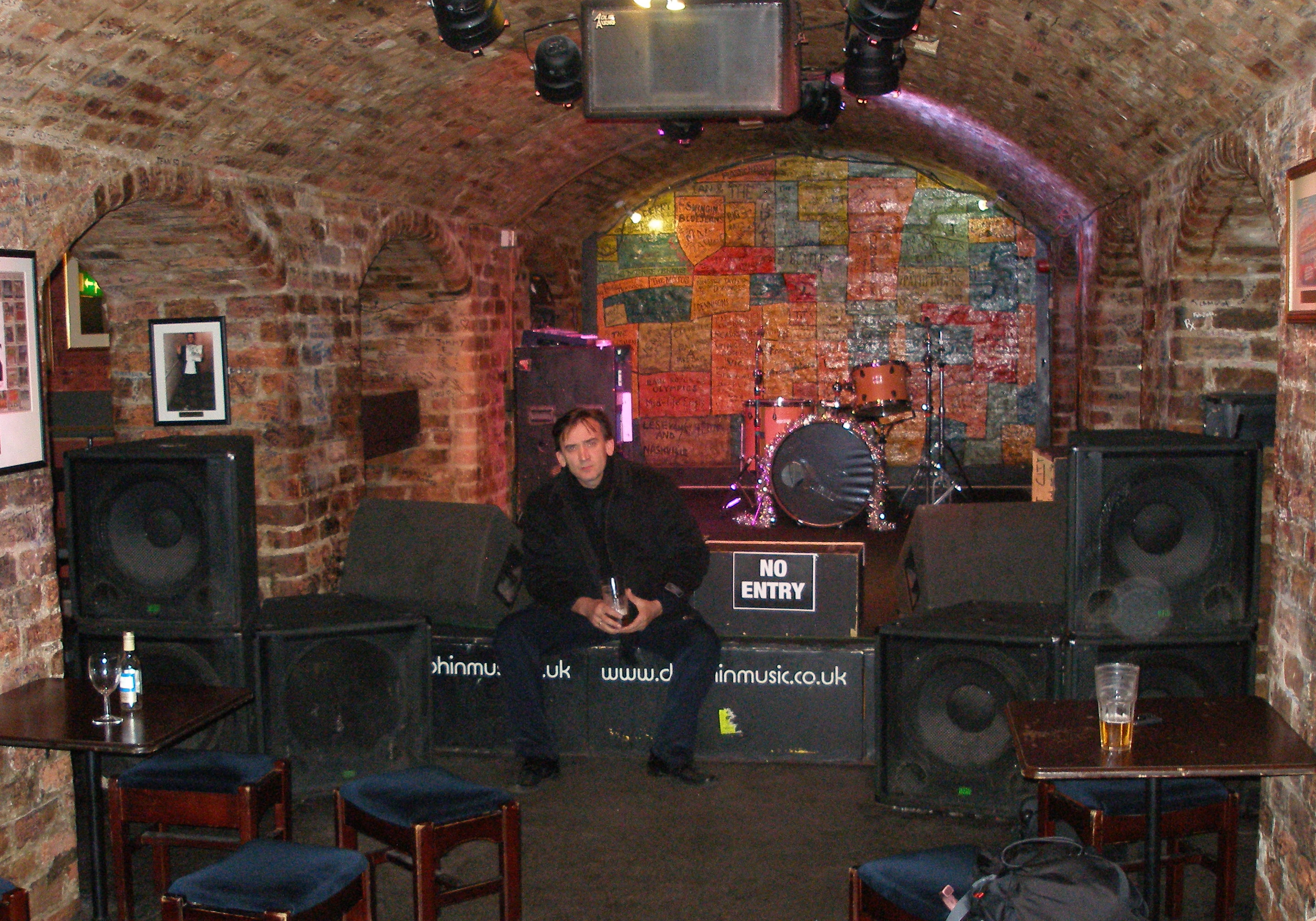
PA-Anlage im Cavern Club in Liverpool

Eine PA-Anlage (Public Address) ist eine Beschallungsanlage, die der Wiedergabe von Sprache oder Musik an ein Publikum dient. Sie wird überall dort eingesetzt, wo es nötig ist, große Flächen möglichst gleichmäßig zu beschallen.
Die PA-Anlage ist ein Teilgebiet der Veranstaltungstechnik, somit der Bühnentechnik sowie der Tontechnik. Das Spektrum reicht von sehr kleinen Anlagen, die etwa von Alleinunterhaltern zur Beschallung von Veranstaltungsräumen in Gaststätten eingesetzt werden, bis zu sehr umfangreichen leistungsstarken Anlagen für Konzerte in Hallen oder im Freien.

## Begriff
Im deutschen Sprachgebrauch bezieht sich die Bezeichnung „PA“ hauptsächlich auf die Bühnentechnik (englisch: Public Address System). Anlagen zur Übertragung reiner Sprachinformation wie z. B. Ortsrufanlagen werden unter dem Begriff Elektroakustische Anlage zusammengefasst, was der englischen Ursprungsbedeutung ("öffentliche Ansprache") näher kommt.

## Einsatz
Wegen des hohen Aufwands für Transport und Aufbau wird die PA gerade bei kleinen bis mittelgroßen Auftritten oder Festivals häufig vom Veranstalter gestellt, der sich (ggf. auch mehrere Tage) im Voraus um den Aufbau am Veranstaltungsort kümmern kann, sofern er nicht ohnehin eine stationäre PA-Anlage bereithält (etwa in Discotheken). Dimensionierung und Aufbau der PA sind dann an die Anforderungen des Veranstaltungsortes angepasst. Bei größeren Shows und auf längeren Tourneen dagegen transportieren Roadies der Band die PA meist von Auftrittsort zu Auftrittsort. In manchen Fällen werden sogar mehrere identische Anlagen verwendet, damit eine am jeweils nächsten Veranstaltungsort frühzeitig aufgebaut werden kann.
An das PA-System schließt die so genannte Backline an, die in der Regel von den auftretenden Künstlern selbst mitgebracht wird und auf deren individuelle Bedürfnisse abgestimmt ist. Die Backline kann zwischen Auftritten mehrerer Darbieter leicht getauscht werden.

## Typische Aufbauten
Typische Aufstellungen der Lautsprecher bei Bühnenaufbauten haben verschiedene Namen bekommen. So kann zum Beispiel zwischen „L/R“, „Center“, „Endfire“ und „CSA-Stack“ unterschieden werden. Keine dieser Aufbauvarianten können im Allgemeinen allen Herausforderungen gerecht werden. So hat jede der genannten Varianten Probleme mit mindestens einer der Herausforderungen, der homogenen Verteilung, Rückwärtsdämpfung, Platzbedarf oder Impulstreue.
Um die Klangqualität zu verbessern, wird auf Methoden aus der Raumakustik zurückgegriffen. 

## Bestandteile

### Lautsprecherboxen

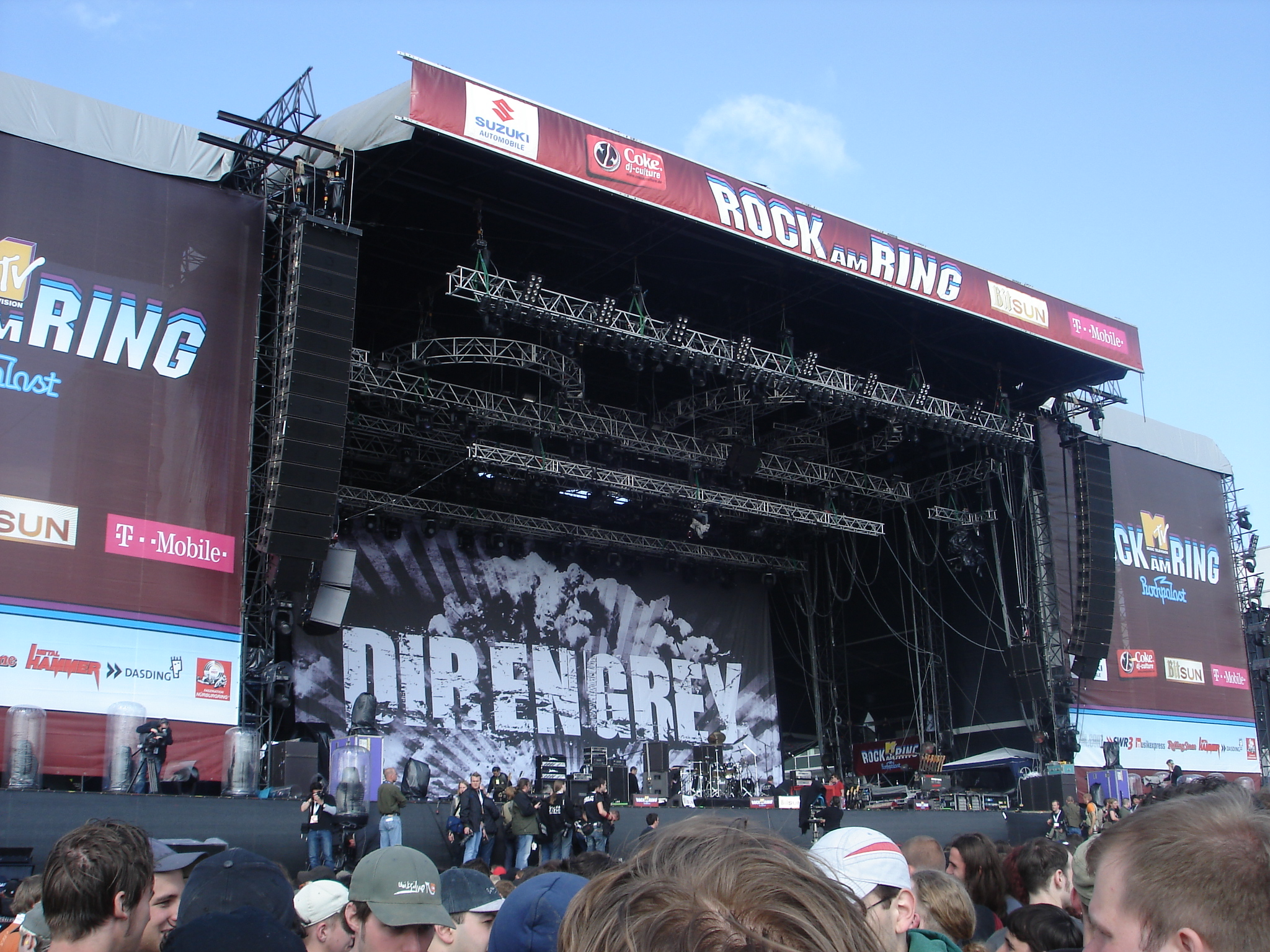
Rock am Ring-Festival mit PA-Lautsprechern in zwei Line-Array-Anordnungen, jeweils rechts und links der Bühne

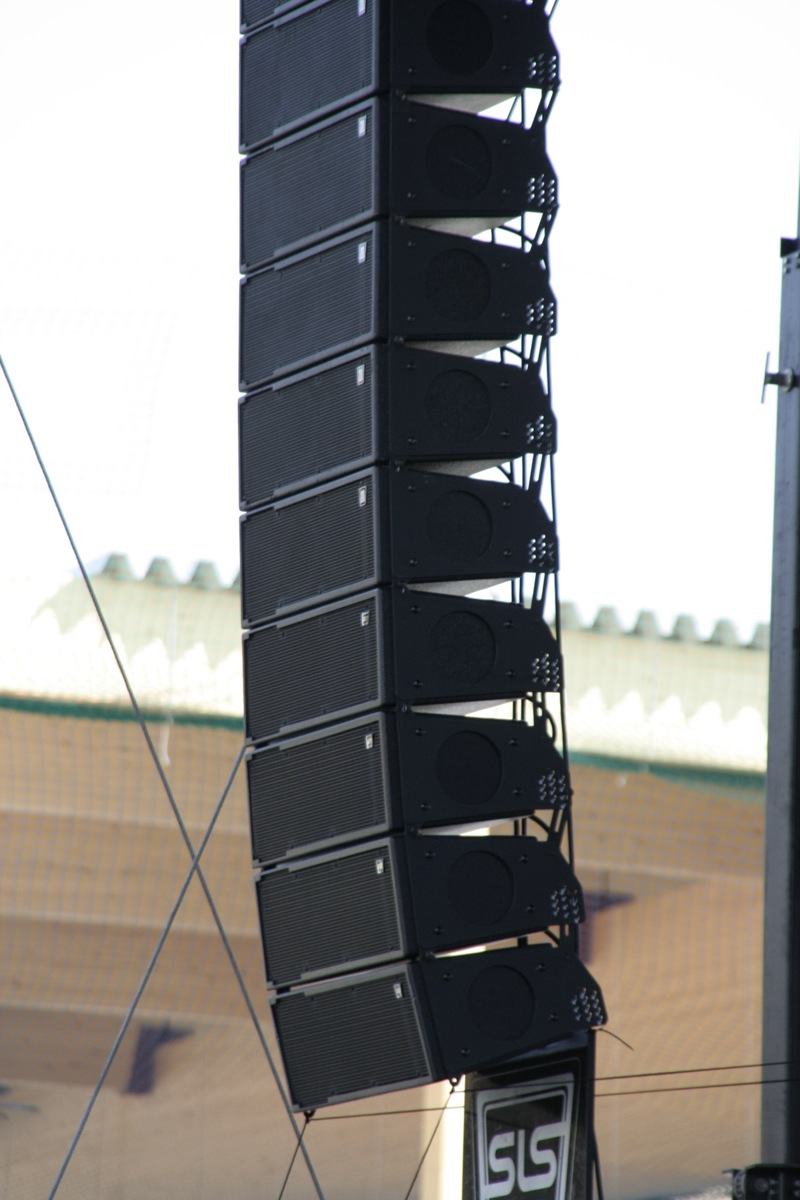
Typische Lautsprecheranordnung bei Line Array

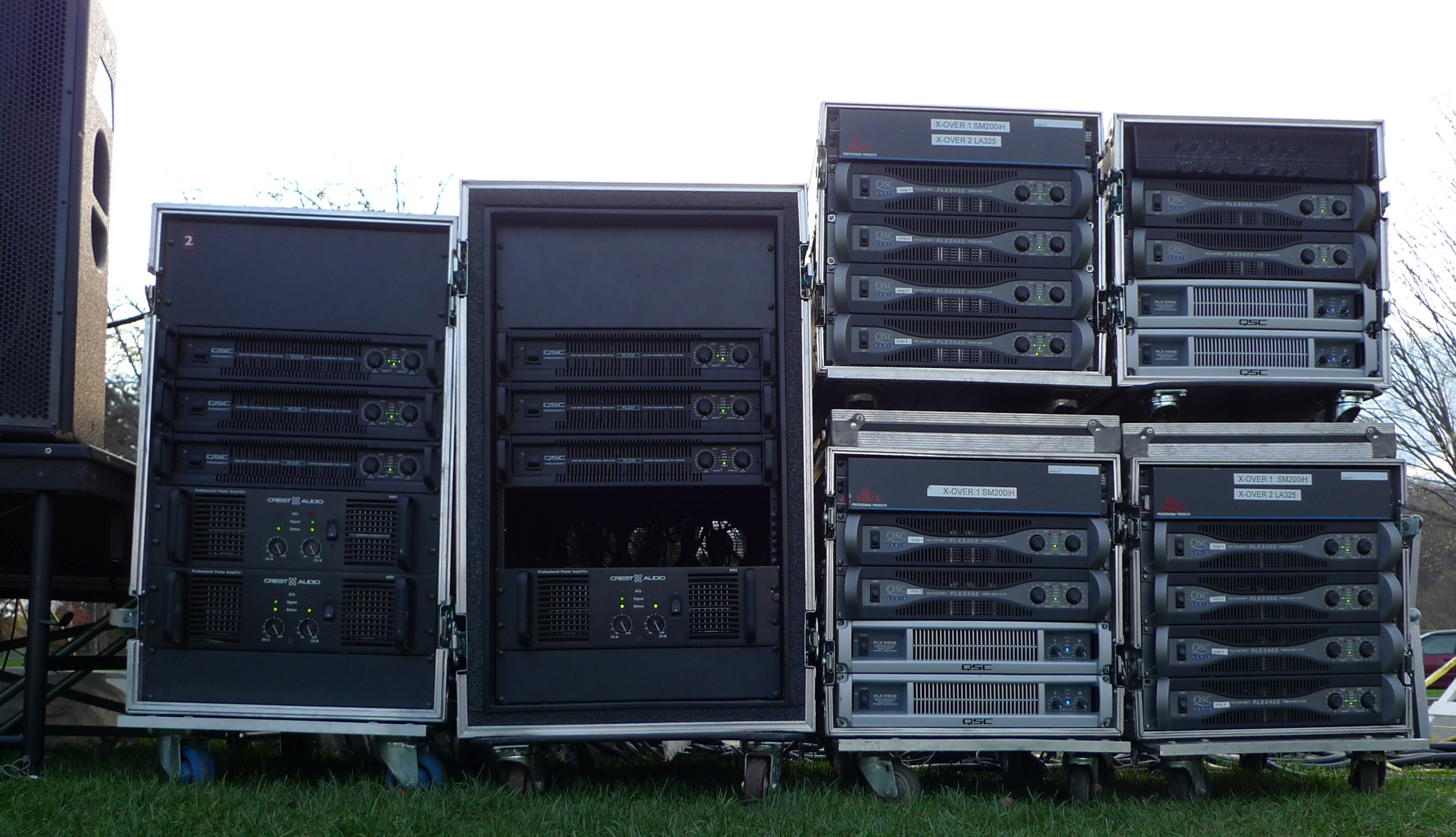
PA-Leistungsverstärker beim Musikfestival Quadfest in den USA

Da Lautsprecherboxen abhängig von der zu übertragenden Frequenz unterschiedliche Abstrahlcharakteristiken haben und Schall abhängig von der Frequenz verschieden gebrochen wird, sind PA-Systeme häufig in Basslautsprecher und Mittel/Hochtonlautsprecher geteilt. Zusätzlich besteht meistens die Möglichkeit, noch Subwoofer hinzuzufügen.
Kleine PA-Systeme, die etwa für Geburtstage, Hochzeiten, Vorlesungen, Bands und andere musikalische Zwecke benutzt werden, stellt man meistens aus ein bis zwei Subwoofern und zwei bis vier Mittel-Hochton-Lautsprechern zusammen. Große PA-Systeme, die auf Konzerten, Theatervorstellungen oder in Discos und Zeltveranstaltungen zum Einsatz kommen, stellen sich meistens aus mindestens vier Subwoofern und sechs Mittel-Hochton-Lautsprechern zusammen. Die Anzahl der Lautsprecher ist prinzipiell offen, so dass auf großen Konzerten oftmals 40 und mehr Lautsprecher eingesetzt werden. Auf Bühnen werden die Lautsprecher häufig zu Türmen miteinander verbunden oder mit Fluggeschirr an Traversen aufgehängt („geflogen“).
Für größere Veranstaltungen nimmt man im Bassbereich oft sechs 18"-Tieftöner (jeweils mit 1 kW), zudem noch zwei Doppel-21"-Tieftöner, welche für den tiefen Bass sorgen.
Mittlerweile hat es sich allerdings durchgesetzt, bei Großveranstaltungen sogenannte Line Arrays zu benutzen, da mit diesen Systemen auf Grund der Leistungsunterschiede bei Kugel- und Zylinderwellen in der Regel bessere Ergebnisse erzielt werden können.

Die beiden Lautsprecheranordnungen an den Bühnenseiten werden als linker und rechter PA-Wing (englisch Flügel) bezeichnet.

### Verstärker
Audioverstärker von PA-Anlagen können meist eine Leistung von mehreren Kilowatt aufbringen und haben besondere Anforderungen an die Zuverlässigkeit.
In der Regel werden mehrere Endstufen mit hoher Leistung benutzt, die meistens die einzelnen Kanäle (meistens rechts/links, aber auch zusätzliche Kanäle beispielsweise einer Delayline) und Frequenzbereiche (Tief-/Mittel-/Hochtonbereich) separat ansteuern. Bei Aktivboxen sind die Verstärker direkt in den Lautsprecherboxen verbaut.

### Verkabelung

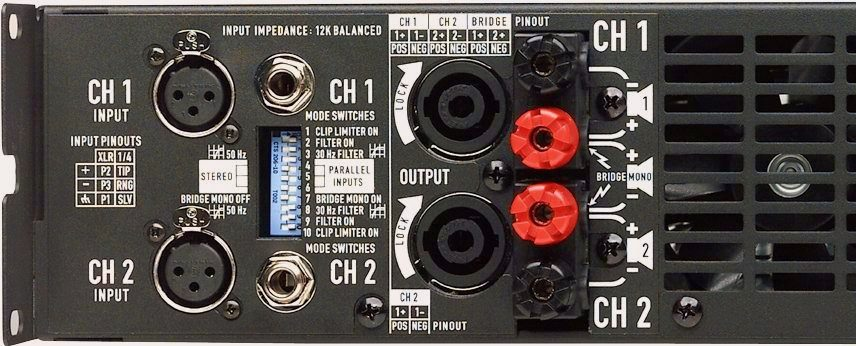
Rückseitige Anschlüsse einer PA-Endstufe von QSC (wie im obenstehenden Bild im Rack unten rechts) mit 2 × 700 Watt an 4 Ohm. Von links: XLR- und Klinken-Eingänge, Lautsprecherausgänge Neutrik Speakon, dann konventionelle schwarze und rote Schraubklemmen für Lautsprecherkabel.

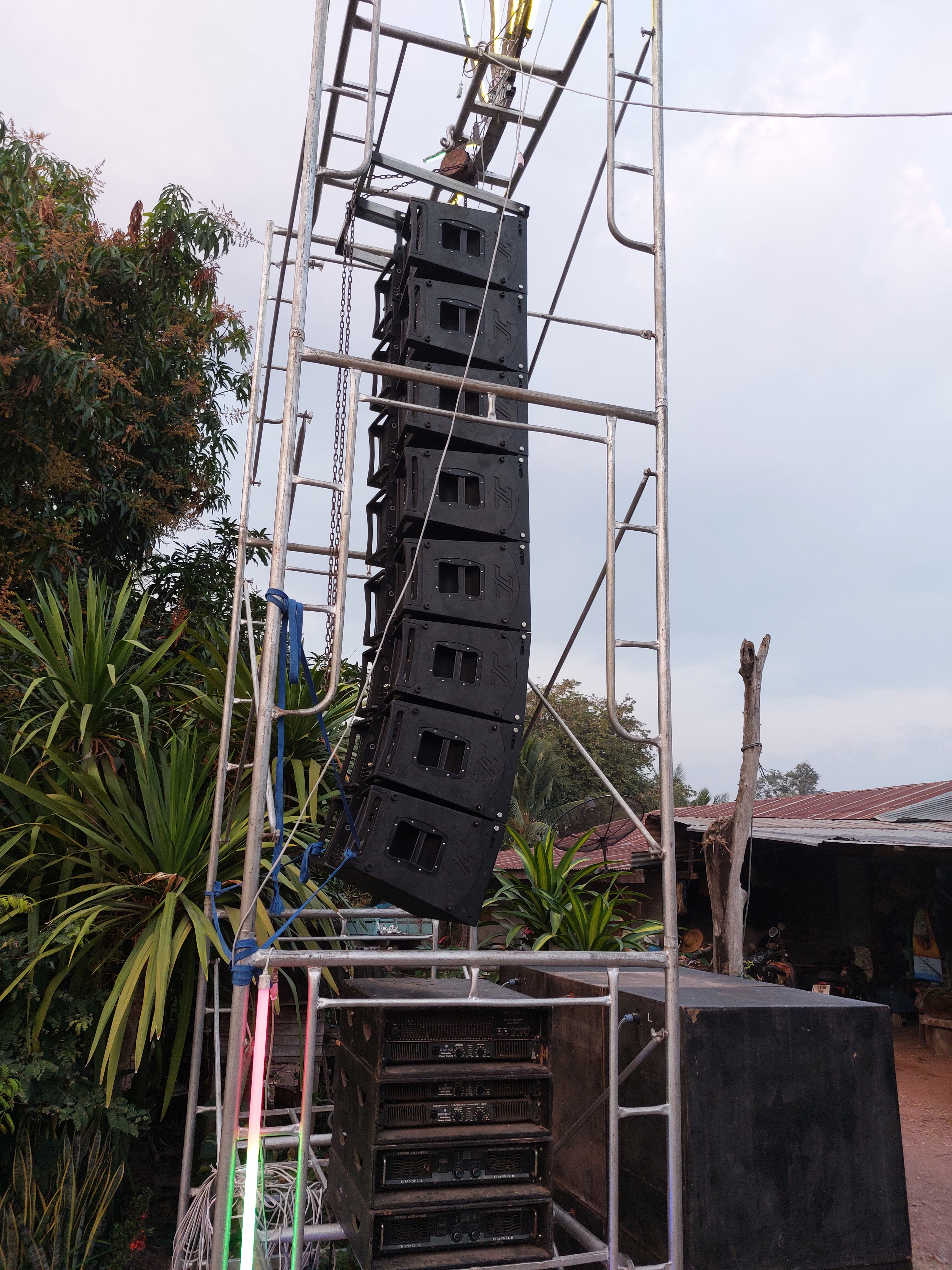
Verstärker werden normalerweise in der Nähe der Lautsprecher installiert, um die Kabelverluste gering zu halten. Im Bild Verstärker, Line-Array und Bass-Lautsprecher. Das Mischpult befindet sich nicht in der Nähe des Turms.

Der Signalweg fängt einerseits auf der Bühne bei den Instrumenten und den vorgesehenen Mikrofonen an: Hier werden, meistens mit XLR-Kabeln, die verschiedenen Signale in eine Stagebox und in ein zum Mischpult führendes Multicore oder – bei kleineren Anlagen – direkt über XLR-Kabel ins Mischpult geleitet. Die XLR-Kabel sind in der Regel symmetrisch geschaltet, damit sich eventuelle Einstrahlungen gegenseitig auslöschen. Zusätzlich zu den Bühnensignalen werden die weiter oben genannten Signalquellen (CD-Einspielungen usw.) an das Mischpult angeschlossen (teilweise mit Cinch-Kabeln); Regelverstärker werden meistens über Insert-Kabel (Stereo-Klinkenstecker auf zwei Mono-Klinkenstecker) in den Signalweg eingeschleift.
Das abgemischte Signal gelangt zu den Endstufen (per Multicore/XLR), die idealerweise (aufgrund des ohmschen Widerstandes der Kabel) in der Nähe der Lautsprecher stehen oder in diesen eingebaut sind. Diese werden über Lautsprecher-Speakon, EP5-, früher oft auch XLR-Kabel (die aber anders beschaltet sein müssen als XLR-Mikrofonkabel) mit den Endstufen verbunden. Bei den Verbindungen zwischen Endstufen und Lautsprechern werden häufig besondere Buchsen (egal welches Stecksystem) eingesetzt, die bei eingestecktem Stecker einen Kontakt schließen, ohne den ein Betrieb der Endstufe verhindert wird. Auf diese Weise werden Beschädigungen der Endstufe durch Selbstinduktion eines offenen Ausgangsübertragers vermieden.
Moderne Beschallungsanlagen übertragen Audio digital über Netzwerke (LAN, WAN), wobei zum Beispiel die Sprache direkt an der Sprechstelle digitalisiert und erst vor dem Verstärker wieder in analoge Signale umgewandelt wird. Dazwischen durchlaufen die Daten zum Beispiel einen digitalen Signalprozessor (DSP) oder parametrischen Equalizer.

## Besonderheiten
Ein besonderes Augenmerk liegt bei der Live-Beschallung auf der Rückkopplungsfreiheit des Systems.
Da sie oft den Ort wechseln und hohe Schalldrücke erzeugen müssen, sind Beschallungsanlagen anders konzipiert als Hi-Fi-Anlagen. PA-Anlagen sind robuster und schwerer, da auch bei großen Lautstärken die Lautsprechergehäuse nicht mitschwingen dürfen. Bei Großveranstaltungen werden für Auf-/Abbau und Verladung (oft auch mitreisende) Arbeiter, sogenannte Roadies, eingesetzt. Darüber hinaus sind PA-Anlagen wesentlich komplizierter einzustellen als HiFi-Anlagen. Deshalb sind für die Verkabelung und den Soundcheck ein oder mehrere speziell ausgebildete Tontechniker zuständig.
Um in Räumen zeitige Reflexionen und Nachhall zu reduzieren, ist es wichtig, nur die Bereiche zu beschallen, in denen sich Publikum befindet. Dazu werden
- Laufzeitverzögerte Stützlautsprecher
- (meistens vertikal orientierte) Lautsprecherarrays
- (meistens horizontal orientierte) Lautsprechercluster
- Waveguides bzw. Hornlautsprecher

eingesetzt. Wichtig beim letzten Punkt ist die Beachtung von Haas-Effekt, Trading sowie Laufzeit- und Pegeldifferenz.
Weiterhin sind der maximal erreichbare Schallpegel (weshalb im PA-Bereich Lautsprecher mit höherem Wirkungsgrad, zum Beispiel Hornlautsprecher, verwendet werden), Betriebssicherheit auch bei permanenter Überlast, Handling beim Auf- und Abbau (Robustheit, Rundecken) von entscheidender Bedeutung.
Obwohl sich die Anforderungen von denen an eine HiFi-Anlage unterscheiden, erreichen einige PA-Systeme durchaus die Wiedergabequalität von Hifi- oder Studiosystemen (insbesondere PA-Anlagen für Opern, Konzertsäle und Filmtheater). Der Gesamtklang einer PA-Anlage ist aber wegen der Vielzahl der möglichen Einstellungen nicht unerheblich von den Fähigkeiten des Bedieners und der genutzten Messtechnik abhängig. Zudem unterscheidet sich der Charakter von Live-Musik nicht zuletzt aufgrund der meistens höheren Dynamik von der Musikwiedergabe von Tonträgern wie CDs, daher sind z. B. die Anforderungen an den durch die PA verarbeitbaren Dynamikbereich höher.

## Steuerung

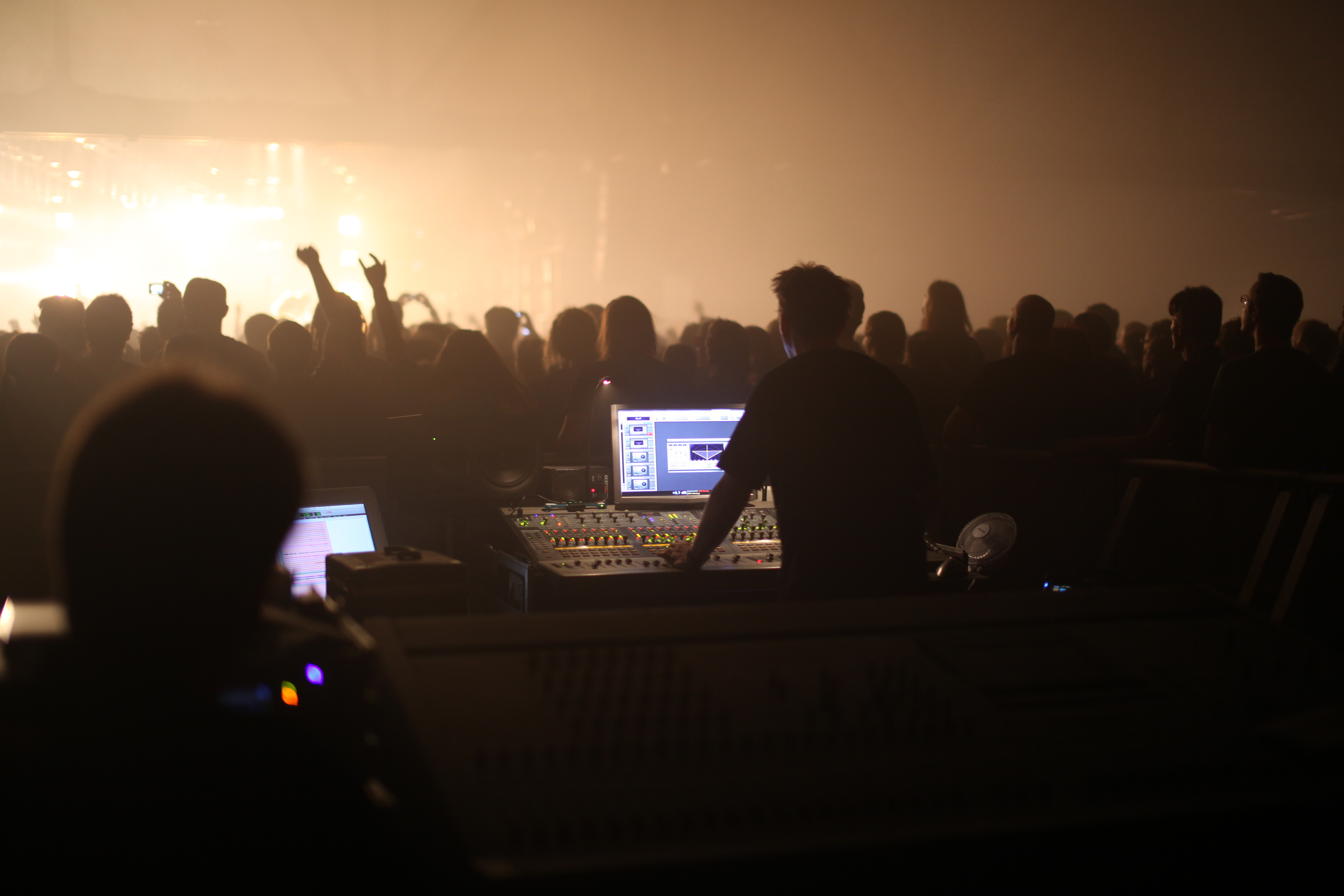
Typische Szene bei einem Rockkonzert – ein Beschallungstechniker steht am zentralen Mischpult, das hinter dem Publikum aufgestellt ist.

Die PA-Anlage wird in der Regel über ein Mischpult gesteuert, das mit den Endstufen verbunden wird. Das Mischpult bildet den Vorverstärker und besitzt neben Mikrofon- und Instrumenteneingängen meistens auch Anschlüsse für z. B. CD-Player oder andere Abspielgeräte sowie Anschlüsse für Effektgeräte, Regelverstärker und Equalizer, die alle die Aufgabe besitzen, die Musik und Sprache so zu verändern, dass der gewünschte Klang erreicht wird. Die meisten dieser Geräte werden in 19-Zoll-Einheiten hergestellt, die dann in die dafür vorgesehenen Racks (z. B. das Siderack) eingeschraubt werden können. Das Mischpult und daran angeschlossene Technik werden meist im Front of House (FoH) untergebracht, damit der Tontechniker die Darbietung dort aufbereiten kann, wo auch die Zuschauer sie hören.

## Monitoring
Zusätzlich zu einer PA-Anlage gibt es bei Musikveranstaltungen üblicherweise noch Monitor-Lautsprecher. Sie ermöglicht den Künstlern auf der Bühne, ihre eigenen Stimmen und Instrumente besser zu hören, da die Schallrichtung der PA in der Regel von der Bühne weg zeigt und daher auf der Bühne ohne Monitoring nur ein dumpfer Klang bzw. zeitverzögerte Reflexionen der Hallenrückwand oder entfernter Gebäude zu hören sind. Bei einer Entfernung der Reflexionswände von nur 50 m benötigen die Schallwellen für Hin- und Rückweg bereits knapp 1/3 Sekunde.
Monitor-Anlagen werden besonders in der Livemusik benötigt, da vor allem das Schlagzeug einem Sänger ohne Eigenbeschallung es nahezu unmöglich macht, Töne richtig zu treffen, wenn dieser sich nicht selbst hören kann.
Durch die Bühnenlautsprecher erhalten die Interpreten einen ähnlichen Höreindruck wie das Publikum und können so das Zusammenspiel besser koordinieren.
Das Monitoring kann durch auf die Bühne gerichtete Lautsprecher oder durch Ohrhörer (In-Ear-Monitoring) realisiert sein.
Letzteres wird mit zunehmender Entwicklung zur Kostensenkung in der Funktechnik immer häufiger eingesetzt, da sich damit Rückkopplungsprobleme deutlich mindern lassen.
Auch dem Sound in Richtung Zuhörer kann das In-Ear-Monitoring zugutekommen, da der Schall auf der Bühne deutlich leiser werden kann und sich nicht mehr so stark mit dem zum Publikum gerichteten PA-Schall vermischt. Dies kann einen deutlich klareren Sound zur Folge haben, vor allem in halligen und kleinen Räumen.